# Rose Isle
Rose Isle ist eine Insel in der Themse flussabwärts der Kennington Railway Bridge und flussaufwärts des Sandford Lock, bei Kennington in Oxfordshire. Die Insel ist auch als Kennington Island und St Michael’s Island bekannt.
Die Insel ist mit Bäumen bewachsen. Eine Fußgängerbrücke an der Ostseite der Insel verbindet die Insel mit dem Festland. Die Insel wurde früher zur Aufzucht von Korb-Weide genutzt. Das Haus auf der Insel steht an der Stelle des Swan Hotels, das ein bekannter Rastplatz am Fluss war.